# Моины
Моины, или мойны (лат. Moina), — род низших ракообразных из надотряда ветвистоусых (Cladocera). Планктонные фильтраторы.

## Строение
Мелкие раки 0,5—2 мм в длину с выраженным половым диморфизмом в размере и строении. От большинства ветвистоусых моины отличающиеся более широким, не сжатым с боков телом. Крупная голова отчётливо отделена от туловища спинной выемкой. Карапакс партеногенетических самок имеет выраженный задне-спинной угол. У некоторых представителей голова и карапакс обильно покрыты мелкими щетинками, у других лишены их.
Как самки, так и самцы обладают развитыми, подвижными антеннами I; у самцов на концах они вооружены 3—6 крючками, используемыми при спаривании для удержания самки. Антенны II крупные, с мощным основанием и густым опушением из щетинок. Науплиальный глаз за единичными исключениями отсутствует. У самцов фасеточный глаз очень крупный, занимает всю переднюю часть головы. Грудных ног 5 пар. Эфиппии с 1–2 зимующими яйцами.

## Виды и подвиды
Видовое разнообразие моин в настоящее время считается недооценённым и пересматривается с использованием молекулярно-генетических методов. Ниже приведён устаревший список видов согласно сводке Н. Н. Смирнова 1976 года:
- Moina affinis Birge, 1893
- Moina australiensis Sars, 1896
- Moina belli Gurney, 1904
- Moina brachiata (Jurine, 1820)typus
- Moina brachycephala Goulden, 1968
- Moina flexuosa Sars, 1897
- Moina hartwigi Welter, 1898
- Moina hutchinsoni Brehm, 1937
- Moina macrocopa (Straus, 1820)
  - Moina macrocopa americana Goulden, 1968
  - Moina macrocopa macrocopa (Straus, 1820)
- Moina micrura Kurz, 1874
- Moina minuta Hansen, 1899
- Moina mongolica Daday, 1901
- Moina rectirostris (Leydig, 1860)
- Moina reticulata (Daday, 1905)
- Moina salina Daday, 1888
- Moina tenuicornis Sars, 1896
- Moina weismanni Ishikawa, 1897
- Moina wierzejskii Richard, 1895